# IHeartRadio Music Award al miglior nuovo artista rock/alternativo

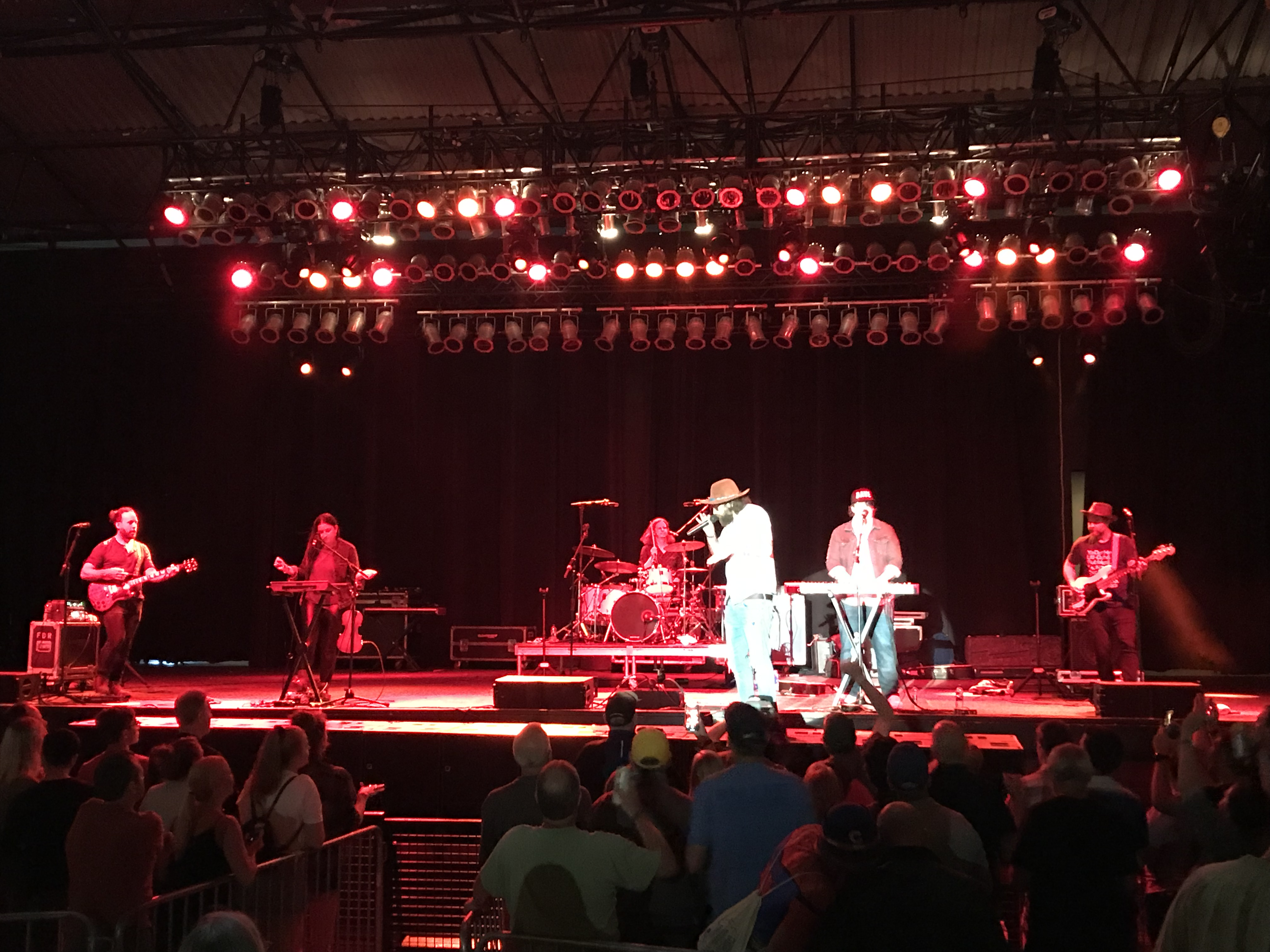
I The Strumbellas, primi assegnatari del premio Miglior nuovo artista rock/alternativo.

L'iHeartRadio Music Award al miglior nuovo artista rock/alternativo (iHeartRadio Music Award for Best New Rock & Alternative Artist) è un premio assegnato annualmente a partire dal 2017 nell'ambito degli iHeartRadio Music Awards, dedicato agli artisti emergenti di musica rock/alternativa. Il premio è stato assegnato per la prima volta al gruppo musicale canadese The Strumbellas in occasione della IV edizione della cerimonia.
In origine, nel periodo compreso tra il 2014 e il 2017, veniva assegnato il premio generale senza distinzione di genere, intitolato semplicemente Miglior nuovo artista (iHeartRadio Music Award for Best New Artist). Dall'edizione del 2017 in poi sono stati istituiti nuovi premi basati sull'appartenenza dei generi musicali degli artisti. La categoria generale Miglior nuovo artista è stata assegnata per l'ultima volta nel 2017, unica edizione in cui sono state presenti sia la categoria generale dei nuovi artisti sia le categorie suddivise in generi musicali, vinta dai The Chainsmokers.

## Vincitori e candidati
I vincitori sono posizionati al primo posto e evidenziati in grassetto.
- 2017[3]
  - The Strumbellas
  - Foals
  - Kaleo
  - Nathaniel Rateliff & the Night Sweats
  - Red Sun Rising
- 2018[4]
  - Judah & the Lion
  - Greta Van Fleet
  - K.Flay
  - Rag'n'Bone Man
  - The Revivalists
- 2019[5]
  - Lovelytheband
  - AJR
  - Badflower
  - Billie Eilish
  - Two Feet
- 2020[6]
  - Shaed
  - Dirty Honey
  - Dominic Fike
  - Matt Maeson
  - The Glorious Sons
- 2021[7]
  - Powfu
  - Ashe
  - Dayglow
  - Royal & the Serpent
  - Wallows
- 2022[8]
  - Måneskin
  - Cannons
  - Clairo
  - Girl in Red
  - Willow Smith
- 2023[9]
  - Giovannie and the Hired Guns
  - Beach Weather
  - BoyWithUke
  - Turnstile
  - Wet Leg
- 2024[10]
  - Noah Kahan
  - Bad Omens
  - Hardy
  - Jelly Roll
  - Lovejoy
- 2025[11][12]
  - Fontaines D.C.
  - Djo
  - Good Neighbours
  - Myles Smith
  - The Last Dinner Party